# Vladimír Svatý
Vladimír Svatý (19. září 1919 Nová Paka – 2. února 1986 Liberec) byl vynálezce v oboru textilního strojírenství.

## Život
Po maturitě na gymnáziu v Nové Pace v roce 1938 byl zaměstnán v rodinné tkalcovně v Roztokách, kterou po smrti otce (1944) vedl až do znárodnění v roce 1948. Zabýval se už od mládí zlepšováním techniky tkaní, v roce 1947 podal první návrh patentu na tryskový tkací stroj. Po roce 1948 přešel do tehdejšího národního podniku Nopaka a v roce 1951 se dostal do libereckého Výzkumného ústavu textilních strojů, kde působil až do konce života. 
Z roku 1950 pochází vynález hydraulického tkacího stroje, jehož jedinečnost a spojení se jménem Vladimír Svatý byly od samého počátku bezvýhradně uznávány v odborném světě.
O jeho praktickém uplatnění svědčí např. skutečnost, že se ve druhé dekádě 21. století ve světě vyrábí asi pětina tkanin na hydraulických strojích, jejichž konstrukce je odvozena z patentu Vladimíra Svatého. 
Svatý podal celkem 139 přihlášek vynálezů, téměř na všechny mu byla udělena autorská osvědčení. Vynálezy se týkaly zejména zlepšení na pneumatických a skřipcových tkacích strojích. Na jejich vývoji se většinou účastnili jeho kolegové a spolupracovníci, těch bylo časem až 30.
V roce 1981 vydal spolu s Oldřichem Talaváškem v USA odbornou knihu Shuttleless Weaving Machines.
Za svoji činnost byl vyznamenán v roce 1953 státní cenou a v roce 1968 získal akademickou hodnost kandidáta věd (CSc), tehdejší režim ho však pro jeho „buržoazní původ“ často poškozoval a šikanoval. Svatý se musel vzdát finančních nároků za své patenty ve prospěch státních podniků za symbolickou cenu jedné koruny (zatímco československý stát získal miliony v devizách z prodeje licencí na jeho patenty). Několikrát byl vyslýchán a dvakrát po falešném obvinění z trestných činů několik týdnů vězněn. 
K plnému uznání zásluh Vladimíra Svatého došlo až po změně politických poměrů v roce 1989.
Textilní fakulta Technické univerzity spolu s Výzkumným ústavem textilních strojů v Liberci založila "Čestnou plaketu Vladimíra Svatého", která je udělována vynikajícím osobnostem v textilních vědách a textilním strojírenství. Jedna z poslucháren univerzity nese také jeho jméno.  Od roku 2019 je na budově bývalé rodinné tkalcovny v Roztokách umístěna pamětní deska věnovaná Vladimíru Svatému.